# Генрих IV (герцог Каринтии)
Генрих IV (нем. Heinrich IV; ум. 14 декабря 1123) — герцог Каринтии с 1122 года, основатель династии Спанхеймов на каринтийском престоле.

## Биография
Генрих IV был сыном Энгельберта Спанхейма, представителя франконского дворянского рода, переселившегося в Карантанскую марку (современная федеральная земля Штирия) и получившего земельные владения в долине Дравы. Матерью Генриха IV была Хедвига Эппенштейн, сестра последнего герцога Каринтии из рода Эппенштейнов Генриха III.
Генрих IV унаследовал престол герцогства Каринтии в 1122 году, после смерти Генриха III Эппенштейна. Его правление продолжалось всего год, уже в 1123 году Генрих IV скончался. Поскольку Генрих IV не имел детей, ему наследовал брат Энгельберт.